# 涅海基
49°59′48″N 31°56′40″E / 49.99667°N 31.94444°E
內海基（烏克蘭語：Нехайки）是位於烏克蘭中部的村莊，由切爾卡瑟州佐洛托諾沙區的德拉比夫市鎮負責管轄。該村始建於1629年，面積4.81平方公里，海拔高度103米，2009年人口998，人口密度每平方公里207.5人。